# Bill Daily
Pour les articles homonymes, voir Daily.
William Edward Daily, Jr, dit Bill Daily, est un acteur américain né le 30 août 1927 à Des Moines (Iowa) et mort le 4 septembre 2018 à Santa Fe au Nouveau-Mexique.

## Biographie
Bill Daily est surtout connu pour avoir joué pendant cinq ans, puis lors d'épisodes spéciaux de retrouvailles, le rôle du major Roger Healy dans la série télévisée Jinny de mes rêves, aux côtés de Barbara Eden et Larry Hagman.

## Filmographie
- 1965 - 1970 : Jinny de mes rêves (I Dream of Jeannie) (série TV) : capitaine puis major Roger Healy
- 1969 : In Name Only (TV) : Peter Garrity
- 1971 : Un singulier directeur (The Barefoot Executive) : navigator
- 1971 : Inside O.U.T. (TV) : Ron Hart
- 1978 : Murder at the Mardi Gras (TV) : Jack Murphy
- 1979 : Rendezvous Hotel (TV) : Walter Grainger
- 1980 : Valentine Magic on Love Island (TV) : Charles
- 1981 : Aloha Paradise (série télévisée) : Curtis Shea
- 1982 : I've Had It Up to Here (TV)
- 1983 : Détective Small et monsieur Frye (série télévisée) : Dr Hanratty
- 1985 : I Dream of Jeannie: 15 Years Later (téléfilm) : capitaine Roger Healey
- 1988 : Starting from Scratch (série télévisée) : Dr James Shepherd
- 1991 : Alligator 2, la mutation (Alligator II: The Mutation) : Mayor Anderson
- 1991 : I Still Dream of Jeannie (téléfilm) : colonel Roger Healey
- 1991 : The Bob Newhart Show 19th Anniversary Special (TV) : Howard Borden